# Carl Edward With
Carl Edward With, född den 14 december 1826 på Frederiksberg, död den 13 juni 1898 i Köpenhamn, var en dansk läkare. 
Efter att ha varit frivillig i kriget 1848—50 avlade With medicinsk ämbetsexamen 1852, var reservläkare på Almindelig Hospital 1854—57 och blev 1858 Dr. med.. Efter konkurrens blev han 1862 lektor i medicinsk klinik och överläkare vid Frederiks Hospital, 1864 ordinarie professor, en post från vilken han tog avsked 1896. With var en högt ansedd personlighet, en utmärkt klinisk lärare, som åtnjöt en obetingad tillit hos sina talrika elever. Hans vetenskapliga arbeten är inte många, men särskilt ett par av dem — om blindtarmsinflammation (1879 och 1889) — var framstående och under en följd av år av största betydelse för nyssnämnda sjukdoms behandling i Danmark.